# هادی منتظری مقدم
هادی منتظری مقدم رئیس دادگاه انقلاب کرج و رئیس مرکزی به نام خانه هدایت کرج بود که در سال ۱۳۷۹ و در پی فرار یکی از دختران از آن و شکایت والدین او، به اتهام توقیف و نگهداری دختر ۱۷ ساله‌ای به نام «سمن»، اعمال نفوذ برخلاف حق و مقررات قانونی در جهت اداره کردن مؤسسه غیرقانونی «گل یاس» کرج (خانه هدایت)، مشارکت در تحویل ندادن نوزادان بدون سرپرست به خانواده‌هاشان، اخذ رشوه به مبلغ ۵ میلیارد ریال، مشارکت در جلب و توقیف و حبس غیرقانونی چهار فرد و جعل عنوان قاضی ویژه مواد مخدر به انفصال از خدمات دولتی ، زندان و شلاق محکوم شد.

## حمایت علی خامنه ای از برکناری منتظری مقدم
رفسنجانی در خاطرات خود بتاریخ چهارشنبه ۱۸ مهر ۱۳۸۰ نوشته است : «عصر آقای 
سید محمود علیزاده طباطبایی ، [وکیل دادگستری و عضو شورای شهر تهران] که اخیراً از زندان آزاد شده، آمد. ... و نیز گفت، رئیس دادگاه انقلاب کرج که اخیراً به اتهاماتی محکوم شده، می‌گوید اینها همه دروغ است و گرفتار توطئه شده است و برادرش که در شورای عالی انقلاب فرهنگی است، نامه‌ای از ...، برای رهبری‌ گرفته، ولی نتیجه نداده است.»